# Fonation
Fonation är bildandet av det tonande råmaterial som används vid tal. Förenklat sker fonation då luft (normalt utandningsluft från lungorna) passerar genom röstspringan och sätter stämläpparna i vibration. Det finns dock några krav som måste vara uppfyllda för att fonationen ska kunna sätta igång:
1. Stämläpparna måste vara ihopförda.
2. Stämläpparna får inte vara för hårt spända.
3. Det subglottala trycket måste överstiga det supraglottala med minst 2 centimeter vatten.
4. Stämläpparna bör vara fuktiga.

Endast tonande språkljud använder sig av fonation (per definition).